# 萨夫雷
萨夫雷（法語：Saffré，法語發音：[safʁe] ⓘ）是法国大西洋卢瓦尔省的一个市镇，位于该省北部，属于沙托布里扬-昂斯尼区。

## 地理
萨夫雷（47°30'6"N, 1°34'43"W）面积57.46 平方千米，位于法国卢瓦尔河地区大区大西洋卢瓦尔省，该省份为法国西北部沿海省份，位于布列塔尼半岛东南部，北起伊勒-维莱讷省，西北接莫尔比昂省，西临大西洋，南至旺代省，东临曼恩-卢瓦尔省。
与萨夫雷接壤的市镇（或旧市镇、城区）包括：阿巴雷、埃里克、埃德尔河畔茹埃、埃德尔河畔诺尔、皮瑟勒、拉舍瓦勒赖。

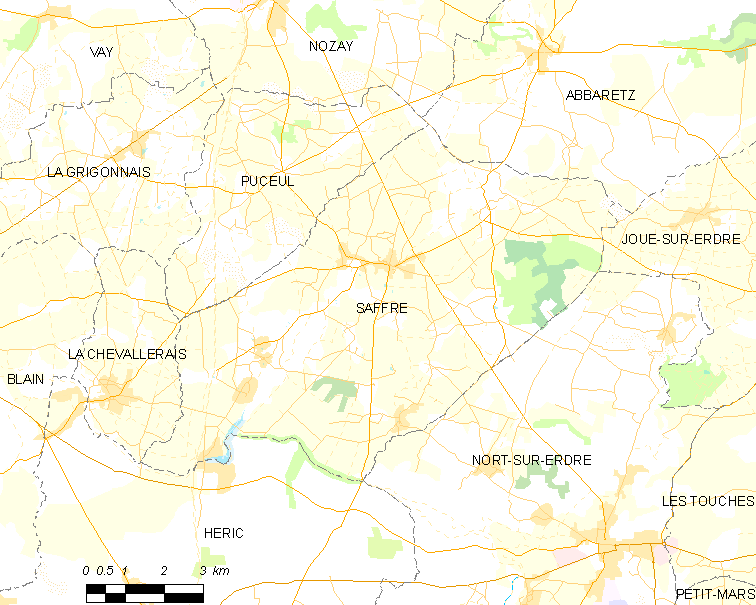
萨夫雷的OSM定位图

萨夫雷的时区为UTC+01:00、UTC+02:00（夏令时）。

## 行政
萨夫雷的邮政编码为44390，INSEE市镇编码为44149。

## 政治
萨夫雷所属的省级选区为盖姆内庞福县。

## 人口

1962-2008年间萨夫雷人口变化图示

萨夫雷于2022年1月1日时的人口数量为4075人。